# Aschach an der Donau
Aschach an der Donau là một đô thị ở huyện Eferding bang Oberösterreich, nước Áo. Đô thị này có diện tích 6 km², dân số thời điểm ngày 31 tháng 12 năm 2005 là 2151 người.